# Katharina Mommsen

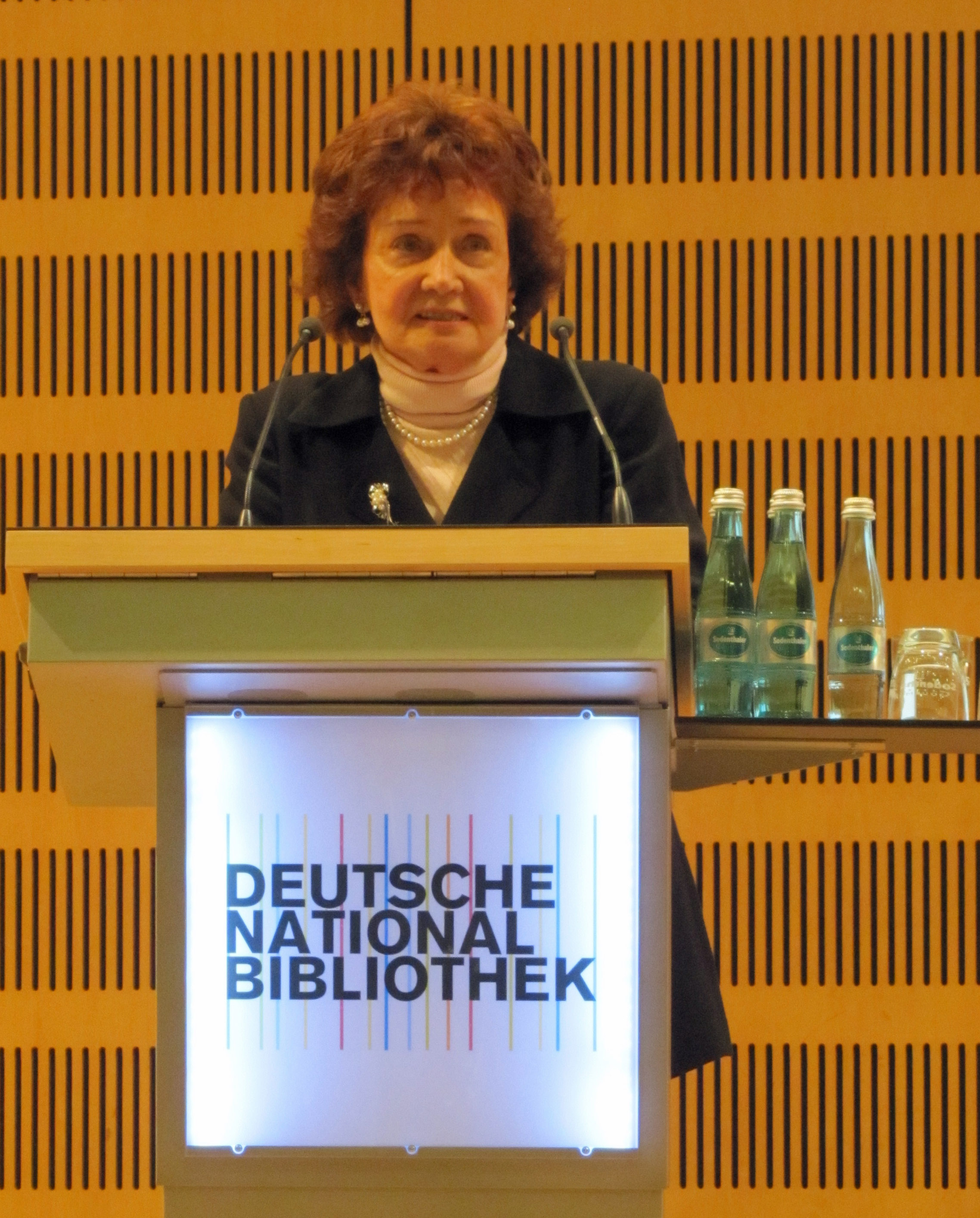
Katharina Mommsen (2012)

Katharina Mommsen (* 18. September 1925 in Berlin als Katharina Zimmer) ist eine deutsch-US-amerikanische Literaturwissenschaftlerin. Sie hat sich zusammen mit ihrem Mann Momme Mommsen besonders der Goethe-Forschung gewidmet.

## Leben
Katharina Mommsen besuchte von 1935 bis 1943 die Gertraudenschule in Berlin-Dahlem und die Cecilienschule in Berlin-Wilmersdorf.
Danach studierte sie von 1943 bis 1948 neun Semester lang unter anderem Geschichte, Kunstgeschichte, Philosophie und Philologie an der Friedrich-Wilhelms-Universität Berlin, der Universität Freiburg im Breisgau und der Universität Mainz.
Katharina Mommsen, die seit 1948 mit Momme Mommsen verheiratet war, promovierte 1956 an der Universität Tübingen mit der Dissertation Goethe und 1001 Nacht und habilitierte sich 1962 an der Freien Universität Berlin.
Seit 1963 hielt sie weltweit Vorlesungen mit besonderem Schwerpunkt auf den islamischen Ländern. Von 1965 bis 1973 war sie als (Gast-)Professorin an der Universität Gießen, der State University of New York at Buffalo, der Freien Universität Berlin, der Carleton University in Ottawa und der University of California in San Diego tätig. Ab 1974 war Mommsen Professor of German Studies an der Stanford University, Kalifornien, wo sie bis 1992 lehrte.
Von 1975 bis 1980 war sie Vizepräsidentin der IVG (Internationale Vereinigung für Germanische Sprach- und Literaturwissenschaft). Seit 1978 ist Katharina Mommsen Herausgeberin der Reihe Germanic Studies in America; von 1978 bis 1982 war sie Mitherausgeberin von German Studies Review. 1980 wurde sie amerikanische Staatsbürgerin. 1985 erhielt Katharina Mommsen das Bundesverdienstkreuz I. Klasse und 1999 die Goldene Goethe-Medaille der Goethe-Gesellschaft Weimar. 2000 gründete sie die Mommsen Foundation for the Advancement of Goethe Research zusammen mit ihrem Mann, der 2001 verstarb. Katharina Mommsen ist Ehrenmitglied verschiedener Goethe-Gesellschaften. Seit 1980 ist sie Mitglied der Deutschen Akademie für Sprache und Dichtung in Darmstadt. Der Akademie der Wissenschaften zu Göttingen gehört sie als korrespondierendes Mitglied an. 2010 erhielt sie das Große Verdienstkreuz des Verdienstordens der Bundesrepublik Deutschland.

## Veröffentlichungen
Mommsen ist Verfasserin literaturwissenschaftlicher Bücher und Aufsätze. Seit 1958 gab sie zusammen mit ihrem Mann das Grundlagenwerk Die Entstehung von Goethes Werken in Dokumenten bei Walter de Gruyter in Berlin & New York heraus, Band III (Diderot – Entoptische Farben) erschien 2005, Band IV (Entstehen – Farbenlehre)  2008, Band V (Fastnachtsspiel – Faust) 2017, Band VI (Feradeddin – Gypsabgüsse) 2010, Band VII (Hackert – Indische Dichtungen) 2015, Band VIII. Des Weiteren war sie Herausgeberin von Germanic Studies in America.
- Goethe und 1001 Nacht. Akademie-Verlag, Berlin 1960. (Buchausgabe der Diss. phil. Tübingen, 1956)
  - Verschiedene Neuausgaben, zuletzt: Bernstein-Verlag, Gebr. Remmel; Bonn 2006, ISBN 3-9809762-9-7.
- Goethe und die Moallakat. Akademie-Verlag, Berlin 1961. (Digitalisat)
- Goethe und Diez. Quellenuntersuchungen zu Gedichten der Divan-Epoche. Akademie-Verlag, Berlin 1961.
  - 2., ergänzte Auflage: Lang, Bern 1995, ISBN 3-906755-17-7.
- Natur- und Fabelreich in Faust II. De Gruyter, Berlin 1968.
- Gesellschaftskritik bei Fontane und Thomas Mann. Literatur und Geschichte, Band 10. Stiehm, Heidelberg 1973.
- Kleists Kampf mit Goethe. Poesie und Wissenschaft, 27. Stiehm, Heidelberg 1974.
  - Neuausgabe: Suhrkamp, Frankfurt am Main 1979, ISBN 3-518-37013-8.
- Hofmannsthal und Fontane. Stanford German Studies, 15. Lang, Bern 1978, ISBN 3-261-03109-3.
- Goethe und die arabische Welt. Insel, Frankfurt am Main 1988, ISBN 3-458-14624-5.
- Goethe. Die Kunst des Lebens. Insel, Frankfurt am Main 1999.
- Goethe und der Islam. Insel, Frankfurt am Main 2001, ISBN 3-458-34350-4.
- Goethe's Art of Living. Trafford Publishing, Victoria, Canada. 2003, ISBN 1-4120-0339-3 (Übersetzung von Goethe. Die Kunst des Lebens, 1999).
- Goethes Blick auf die Arabische Welt. Shorouk Intl., Cairo, Egypt 2004, ISBN 977-09-1123-2.
- Texte und Kontexte. Wie Die Entstehung von Goethes Werken entstand und entsteht. Privatdruck, Berlin 2006.
- Die Entstehung von Goethes Werken in Dokumenten. Band I (Abaldemus – Byron) Berlin-New York, Walter de Gruyter, 2006.
- Die Entstehung von Goethes Werken in Dokumenten. Band II (Cäcilia – Dichtung und Wahrheit) Berlin-New York, Walter de Gruyter, 2006.
- Die Entstehung von Goethes Werken in Dokumenten. Band III (Diderot – Entoptische Farben) Berlin-New York, Walter de Gruyter, 2006.
- Die Entstehung von Goethes Werken in Dokumenten. Redaktion P. Ludwig und U. Hentschel. Band IV (Entstehen – Farbenlehre) Berlin-New York, Walter de Gruyter, 2008.
- Kein Rettungsmittel als die Liebe. Schillers und Goethes Bündnis im Spiegel ihrer Dichtungen. Wallstein, Göttingen 2010.
- Goethe und der Alte Fritz. Lehmstedt, Leipzig 2010, ISBN 978-3-942473-47-7.
- Die Entstehung von Goethes Werken in Dokumenten. Band VII (Hackert – Indische Dichtungen) Berlin-New York, Walter de Gruyter, 2015.
- Die Entstehung von Goethes Werken in Dokumenten. Band VI (Feradeddin – Gypsabgüsse) Berlin-New York, Walter de Gruyter, 2017.
- Die Entstehung von Goethes Werken in Dokumenten. Band V (Fastnachtsspiel – Faust) Berlin-New York, Walter de Gruyter, 2017.